# Kenneth Bancroft Clark
 Kenneth Bancroft Clark (24 de julio de 1914- †1 de mayo de 2005) fue un psicólogo especialista en psicología experimental. Reconocido por sus investigaciones sobre la cultura afrodescendiente.

## Biografía
Kenneth Bancroft Clark nació el 24 de julio de 1914 en Colón, Panamá. En el año de 1935 y se gradúa como psicólogo en la CUNY.

## Investigaciones de Clark
Kenneth B. Clark siempre mostró su interés por estudiar y evaluar la discriminación en Estados Unidos. Así que muchas de sus investigaciones estuvieron dirigidas hacia este tema.
En el año de 1940 Kenneth Bancroft Clark, conjuntamente con su esposa Mamie Clark adelantó una investigación con muñecos de color blanco y muñecos de color negro y un grupo de niños. Al parecer los niños mostraban más interés por los muñecos que aparentaban piel blanca y no mostraban interés por los muñecos de apariencia negra. El argumento de los niños era que los muñecos negros eran “feos” y los muñecos blancos “bonitos”.
Clark concluye que posiblemente los niños muestran más interés por los estereotipos más aceptados por la mayoría en la sociedad.